# Шенгелая Микола Михайлович
Микола Михайлович Шенгелая (груз. ნიკოლოზ მიხეილის ძე შენგელაია; 1903—1943) — радянський кінорежисер і кінодраматург. Заслужений діяч мистецтв РРФСР (1935). Лауреат Сталінської премії другого ступеня (1941).

## Біографія
Народився 26 липня (8 серпня) 1903 року в селі Обуджі (нині Цаленджихському муніципалітет, Грузія). Навчався на фізико-математичному факультеті Тбіліського університету. З 1922 року виступав як поет. У кіно з 1924 року. Учень Костянтина Марджанішвілі, в групі якого працював над фільмом «Буревісник» (1925). Був асистентом режисера Ю. А. Желябужского у фільмі «Діна Дза-Дзу» (1926). Писав сценарії фільмів. З 1927 року на режисерській роботі, де він намагався відійти від штампів в екранізації літературних творів, звичних для грузинської кінематографії тих років. Прослухав курс лекцій Л. В. Кулєшова в лекторії при Госкінопроме Грузії. Талановитий режисер, один з яскравих представників поетичного кіно німого періоду.
Помер 4 січня 1943 року під час роботи над фільмом «Він ще повернеться», в якому хотів показати високий патріотизм радянського народу в дні Великої Вітчизняної війни.
Жив в Тбілісі на вулиці Вукола Берідзе, 11.
Дружина — Нато Вачнадзе. Сини — кінорежисери Георгій і Ельдар.

## Фільмографія

### Режисер і сценарист
- 1927 — Гюллен (спільно з Л. Ф. Пушем)
- 1928 — Елісо
- 1932 — Двадцять шість комісарів
- 1937 — Золотиста долина
- 1939 — Батьківщина

### Режисер
- 1941 — У Чорних горах
- 1943 — Він ще повернеться (спільно з Д. Д. Антадзе)

### Сценарист
- 1927 — Мачуха Саманішвілі (спільно з П. С. Морським); У трясовині (спільно з С. Д. Клдіашвілі)

## Нагороди і премії
- Сталінська премія другого ступеня (1941) — за фільми «Елісо» (1928) і «Золотиста долина» (1937)
- орден Трудового Червоного Прапора (1.2.1939)
- заслужений діяч мистецтв РРФСР (1935)